# 海参2
《海参2》是Trepang Studios开发，Team17于2023年发行的第一人称射击游戏。
据Metacritic统计，《海参2》获得正面评价。「电子游戏玩家」称其为「出色的超暴力射击游戏」，并赞扬了游戏的战斗系统、潜行要素和故事。